# David Hansemann

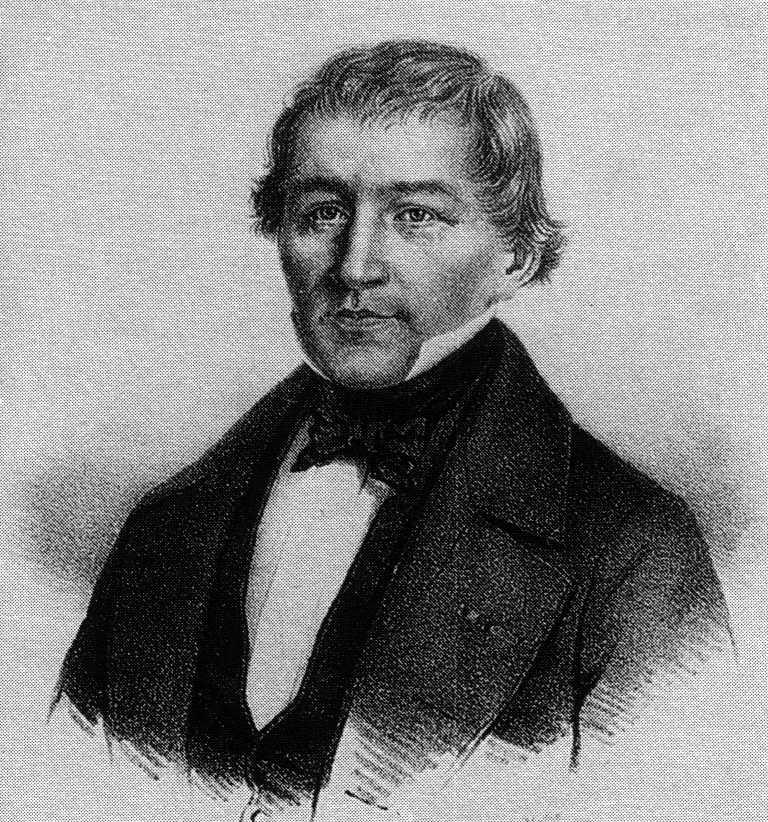
David Hansemann. Lithografie aus dem Jahr 1848 nach einer Zeichnung von Lambert Hastenrath, Aachen, um 1847 (Stadtarchiv Aachen).

David Justus Ludwig Hansemann (* 12. Juli 1790 in Finkenwerder bei Hamburg; † 4. August 1864 in Schlangenbad) war ein deutscher Kaufmann und Bankier. Ausgehend vom Wollhandel förderte er den Eisenbahnbau und gründete Versicherungen und Banken, darunter mit der Disconto-Gesellschaft eines der wichtigsten deutschen Kreditinstitute im 19. und frühen 20. Jahrhundert. Hansemann war einer der bekanntesten liberalen Politiker in der preußischen Rheinprovinz und initiierte unter anderem die Heppenheimer Tagung vom Herbst 1847. 1848 war er als Finanzminister einer der führenden Politiker der preußischen Märzregierungen.

## Familie, Ausbildung und Aufstieg

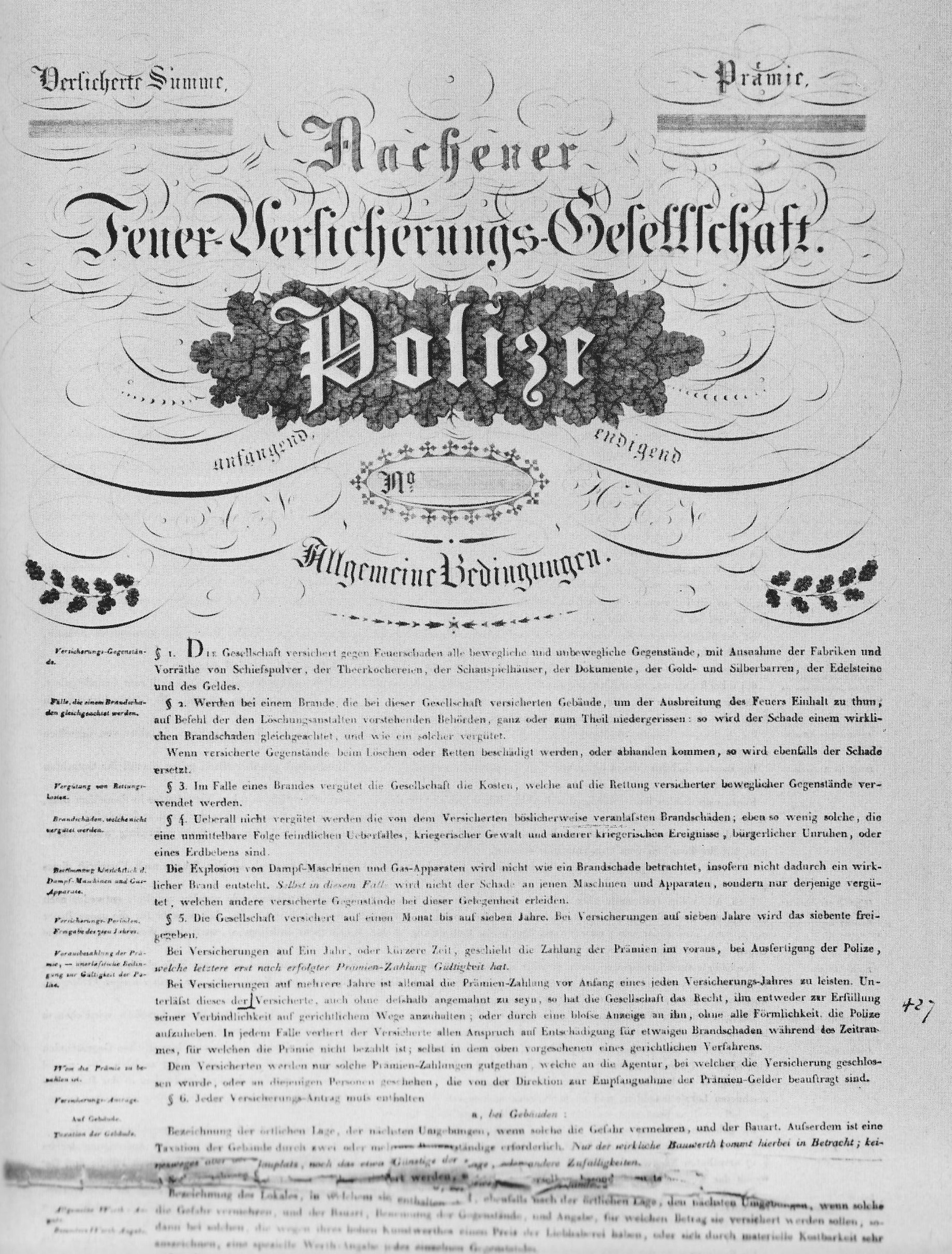
Erste Police der Aachener Feuer-Versicherungs-Gesellschaft, 1825

David Hansemann war das jüngste von elf Kindern des evangelischen Pfarrers Eberhard Ludwig Hansemann, seine Mutter war dessen zweite Frau Amalie. Der Geistliche und Entomologe Johann Wilhelm Adolf Hansemann war sein älterer Bruder. Wahrscheinlich weil die Eltern nicht allen Söhnen ein Studium finanzieren konnten, begann er 1805 eine kaufmännische Lehre im Handelsgeschäft von Ferdinand und Johann Daniel Schwenger in Rheda. Ferdinand Schwenger wurde unter der französischen Herrschaft Maire des Ortes und nutzte den jungen Hansemann als Sekretär, der so einen ersten Einblick in Politik und Verwaltungstätigkeit bekam. Fünf Jahre später zog Hansemann ins Rheinland um und arbeitete als Vertreter für Tuchfabrikanten in Monschau und Elberfeld (heute zu Wuppertal), bis er 1817 als Wollhändler in Aachen mit von der Familie geliehenem Startkapital ein eigenes Unternehmen gründete. Sein Wollkontor richtete er zusammen mit dem Tuchfabrikanten Joseph van Gülpen im Haus Großer Klüppel in der Aldegundisstraße, der heutigen Ursulinerstraße, ein.
Als Wollhändler brachte es Hansemann innerhalb weniger Jahre zu Wohlstand, bereits 1822 verfügte er über ein Vermögen von 100.000 französischen Francs. Dieser schnelle Aufstieg ermöglichte es ihm, 1821 Fanny Fremerey (1801–1876) zu heiraten, die aus einer in Eupen ansässigen, ebenfalls im Wollhandel tätigen wohlhabenden französischen Hugenottenfamilie stammte. Das Ehepaar hatte vier Töchter und zwei Söhne, darunter:
- Adolph (* 27. Juli 1826; † 9. Dezember 1903), Bankier, ab 1872 von Hansemann ⚭ 1860 Ottilie von Kusserow (1840–1919)
- Gustav (* 22. Juni 1829; † 1902) ab 1901 von Hansemann ⚭ 1855 Mathilde Vorländer (1827–1880) (Eltern von David Paul von Hansemann)[2]
- Louise (* 27. Juni 1823; † 10. Januar 1909) ⚭ Jacob Marx-Hansemann (1812–1885), Bonner Großkaufmann, Versicherungsdirektor
- Sophie (1828–1892) ⚭ Hermann Vorländer, (1829–1915), Oberlehrer und Fabrikbesitzer in Eupen (Eltern von Daniel Vorländer)

In den folgenden Jahren gründete Hansemann verschiedene Unternehmen in Aachen, darunter 1824 die gemeinnützige Aachener Feuer-Versicherungs-Gesellschaft. Die Hälfte des jährlichen Gewinns der Versicherung wurde durch den von ihm 1834 gegründeten Aachener Verein zur Beförderung der Arbeitsamkeit für soziale Zwecke verwendet. Unterstützt wurden über vereinseigene Spar- und Prämienkassen vor allem Kindergärten und Schulen, Selbsthilfeorganisationen für Bedürftige sowie die Gründung von Waisenhäusern und der soziale Wohnungsbau. Diese Einrichtungen gehörten zu den ersten konkreten Umsetzungen bürgerlicher Sozialreformgedanken, ihre Wirkung blieb aber auf die Region Aachen beschränkt. In Aachen gehörte er 1836 zu der Stammtischrunde um den Aachener Novellisten Carl Borromäus Cünzer in der Kaiserlichen Krone.

## Hansemann als Politiker

### Regionale Wirtschaftspolitik als Ausgangspunkt

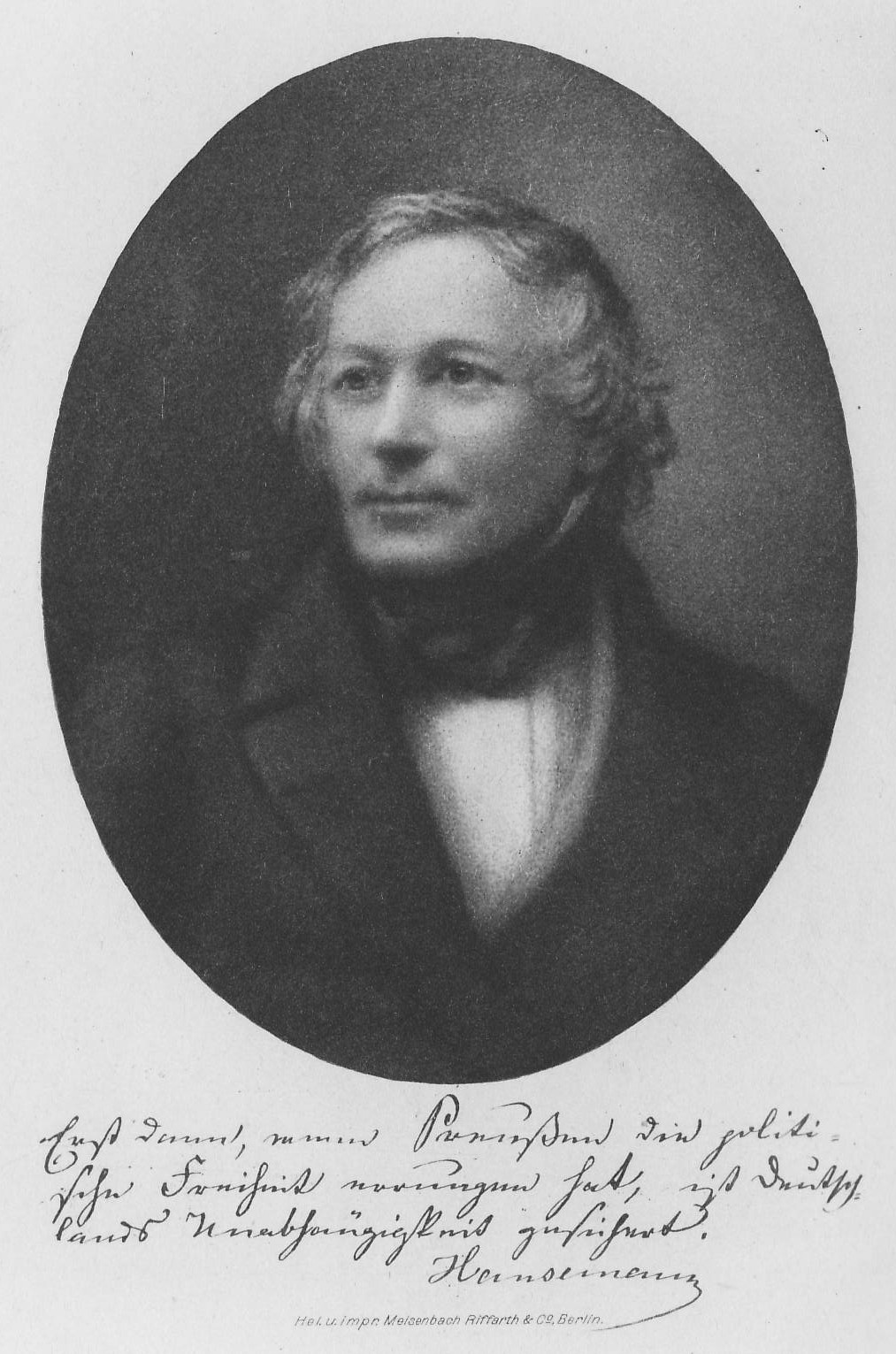
„Erst dann, wenn Preußen die politische Freiheit errungen hat, ist Deutschlands Unabhängigkeit gesichert.“ – Hansemann um 1830.

1825 wurde Hansemann Mitglied des Aachener Handelsgerichts. Zwei Jahre später folgte die Aufnahme in die Handelskammer, und 1828 wurde er Mitglied des Aachener Stadtrats. Er engagierte sich, auch durch mehrere Denkschriften, stark für den Eisenbahnbau im Rheinland, wodurch er schon früh in Kontakt mit seinen späteren politischen Weggefährten Gustav Mevissen und Ludolf Camphausen kam. Darüber hinaus war er Gesellschafter sowie von 1837 bis 1844 Vizepräsident der Rheinischen Eisenbahngesellschaft. Nachdem er 1836 trotz seiner protestantischen Konfession zum Präsidenten der Aachener Handelskammer gewählt worden war, war er maßgeblich daran beteiligt, dass die Eisenbahnstrecke von Köln nach Antwerpen, damals auch „Eiserner Rhein“ genannt, über Aachen trassiert wurde.
Daneben war er an der Gründung weiterer Eisenbahngesellschaften wie der Strecke zwischen Köln und Minden beteiligt. Ein Gutachten Hansemanns gab hier den Ausschlag, die Strecke zwischen Köln und Dortmund über Düsseldorf, Duisburg und das heutige Ruhrgebiet statt durchs Bergische Land und das Wuppertal zu führen. Aber auch die Bergisch-Märkische Eisenbahn-Gesellschaft, die sich später zur Verwirklichung der zweiten Linienführung bildete, konnte sich auf ihn berufen. Hansemann hatte diese Trasse als volkswirtschaftlich bedeutender angesehen, aber der anderen aus Kostengründen den Vorzug gegeben.
Hansemann, der sich sonst fast immer für privatwirtschaftliche Lösungen aussprach, befürwortete den staatlichen Bau von Eisenbahnen, da ihr indirekter volkswirtschaftlicher Nutzen enorm sei. Den Betrieb der Eisenbahn könne der Staat dabei gegebenenfalls an ein Unternehmen weitergeben. Da der preußische Staat aber in den 1830er-Jahren noch kein Interesse an Staatsbahnen zeigte, behandelte Hansemann in seinen Schriften auch andere Möglichkeiten und machte Verbesserungsvorschläge für die damals gängigen Betriebsmodelle.
Trotz seiner Kritik an den ständischen Vertretungen kandidierte er schon 1832 als stellvertretender Abgeordneter für Aachen im Provinziallandtag der Rheinprovinz. Seine Wahl wurde aber nicht anerkannt, da er die Voraussetzung zehnjährigen Grundbesitzes in Aachen nicht erfüllte. Auch eine mögliche Ausnahmegenehmigung wurde nicht erteilt. Als er 1839 erneut als stellvertretender Abgeordneter zum Provinziallandtag kandidierte, verlor er gegen den Vertreter des Katholizismus, Jakob Springsfeld. Hansemann, der privat einem gemäßigten Deismus mit hohen sittlichen Ansprüchen anhing, hatte schon vorher wegen seiner protestantischen Konfession im katholischen Aachen Widerstände gespürt. Nun trat er enttäuscht als Präsident der Handelskammer zurück und auch aus der Kammer aus, da er das Gefühl hatte, dass ihm seine Mitbürger nicht das nötige Vertrauen entgegenbrachten. Erst 1843, als ihm die Wahl in den Landtag schließlich gelungen war, trat er wieder in die Handelskammer ein und wurde erneut zum Präsidenten gewählt.

### Vordenker des rheinischen Liberalismus
Ab den 1830er Jahren engagierte sich Hansemann zunehmend auch in der überregionalen Politik. Seine wesentlichen Themen waren hierbei vor allem die Wirtschaftsförderung, der Ausbau der Infrastruktur, die Bekämpfung der Armut und die bürgerlichen Mitspracherechte am Staatswesen. Seine Denkschrift Über Preußens Lage und Politik am Ende des Jahres 1830 an Friedrich Wilhelm III. gilt als eines der wichtigsten Dokumente des rheinischen Liberalismus. Schon früh trat er als selbstbewusster Kritiker des Feudalsystems auf und kämpfte für die Rechte des Bürgertums sowie gegen die in seinen Augen überkommenen Gesellschaftsstrukturen. Die Forderung nach größerer Mitbestimmung des Bürgertums begründete Hansemann hierbei insbesondere mit dem Ungleichgewicht zwischen politischem Mitspracherecht und dem Anteil an der Finanzierung des Staates. Auch mit Blick auf die Julirevolution mahnte er umfassende verfassungs- und gesellschaftspolitische Reformen an, um der Gefahr revolutionärer Umbrüche beizeiten zu begegnen. Er hielt revolutionäre Entwicklungen auch in Preußen für wahrscheinlich, wenn es nicht zu einem „aufrichtig konstitutionellen Regierungssystem“ komme. Nur ein echter Anteil an den Staatsgeschäften könnten ein festes Band zwischen Staat und Bürgertum knüpfen. Hansemann setzte dabei wie die Frühliberalen insgesamt nicht auf eine gleichberechtigte Beteiligung aller Schichten, sondern trat für den Vorrang des Wirtschafts- und Bildungsbürgertums ein. Das Wirtschafts- und Bildungsbürgertum sollte die „Schwerkraft des Staates“ bilden. Die Bürger hätten wie die Grundbesitzer den „Beruf zum Herrschen“. Daher plädierte Hansemann für ein starkes Parlament, aber auch für ein ausgeprägtes Zensuswahlrecht.

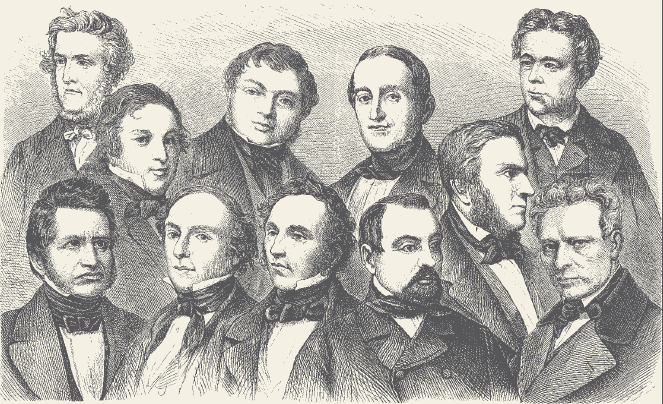
Abgeordnete des Vereinigten Landtages, der preußischen und deutschen Nationalversammlung, unter ihnen auch Hansemann.

Waren seine in Aachen durchgeführten Ansätze zu Beginn vor allem moralisch-philanthropisch und volkswirtschaftlich motiviert gewesen, so warnte er nach 1830 auch vor revolutionären Bewegungen, wenn die soziale Frage nicht angegangen werde. Bestärkt wurde er hierbei durch die Aachener Unruhen von 1830, nachdem er bereits 1821 angeblich die Zerstörung des Eupener Hauses seiner Schwiegereltern durch protestierende Weber erlebt hatte. Tatsächlich wurde nicht das Haus der Familie Fremerey, sondern in derselben Straße eine neuartige Schermaschine zerstört.
Wie schon in den Aachener Vereinen zum Ausdruck gekommen war, sah er in der Hilfe zur Selbsthilfe und der Erziehung der unteren Volksschichten zu Arbeitsamkeit und Sparsamkeit sowie in allgemeiner Wirtschaftsförderung das beste sozialpolitische Mittel. Anders als jüngere Vertreter des rheinischen Liberalismus, etwa Mevissen, stand er dabei einer staatlichen Sozialpolitik äußerst skeptisch gegenüber und sah die Behebung wirtschaftlicher Not als Aufgabe der Wirtschaft selbst an. Sein Fernziel war es, die besitzlosen Arbeiter und kleinen Handwerker über Eigentumsbildung im Bürgertum aufgehen zu lassen. Das besondere Problem der abhängigen Fabrikarbeiterschaft infolge der Industrialisierung wurde aber von ihm noch nicht hinreichend erkannt.
Nach der Thronbesteigung von Friedrich Wilhelm IV. im Jahr 1840 teilte Hansemann die Hoffnung der Liberalen auf Reformen in ihrem Sinn. Noch im selben Jahr begann Hansemann eine neue Denkschrift über Preußens Lage und Politik zu schreiben, die ausdrücklich für den neuen König bestimmt war. Darin mahnte er noch einmal eine Reform des bestehenden Beamtenregiments, aber vor allem eine Gesamtrepräsentation für den preußischen Staat anstelle der ständischen Provinziallandtage an. Allerdings wurde diese Schrift nie vollendet und auch nicht dem König übersandt, da bald deutlich wurde, dass auch der neue König keine weitreichenden Reformen durchführen würde.

### Verfassungsdiskussion im Vormärz

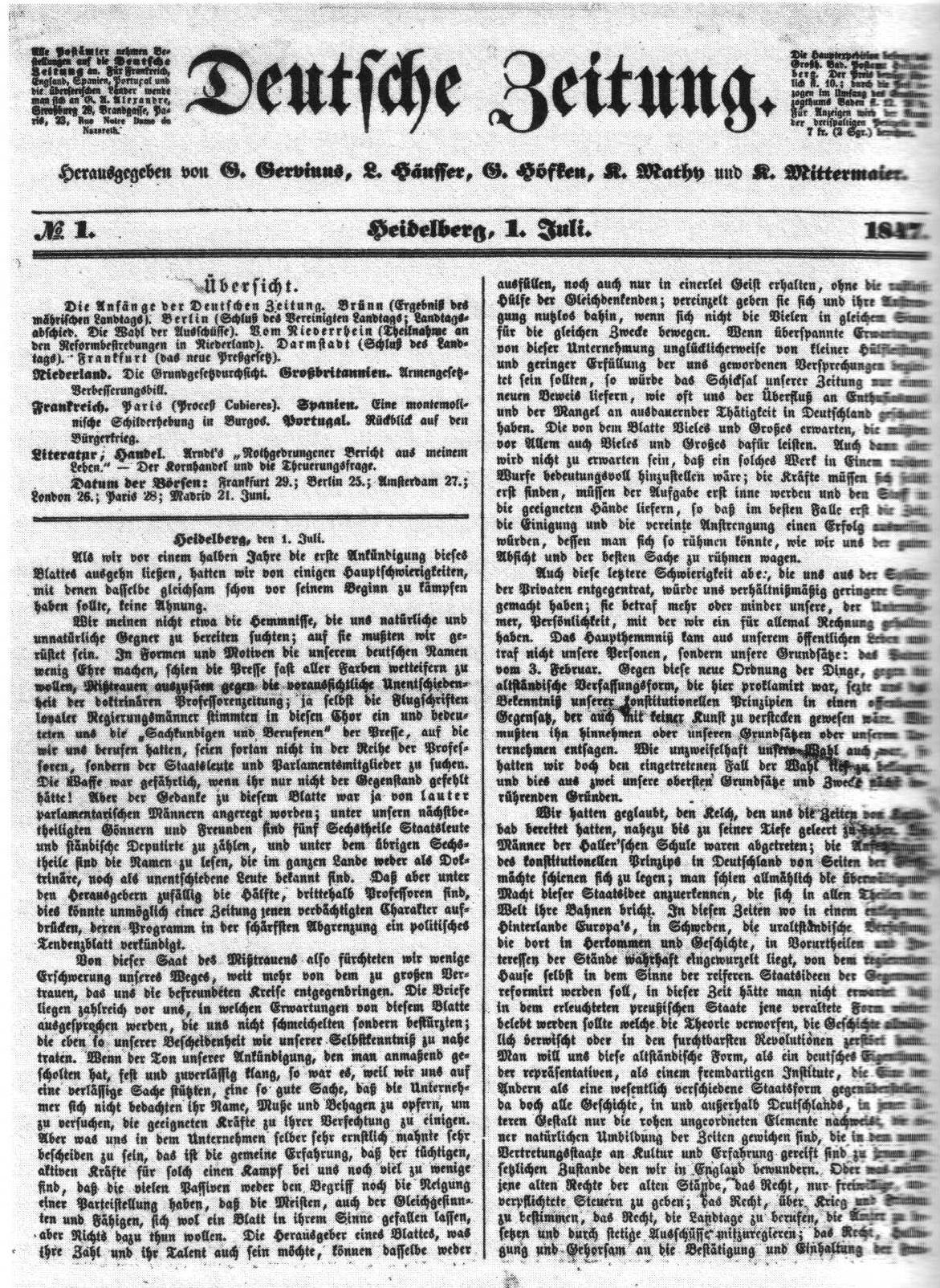
Erstausgabe der Deutschen Zeitung vom 1. Juli 1847.

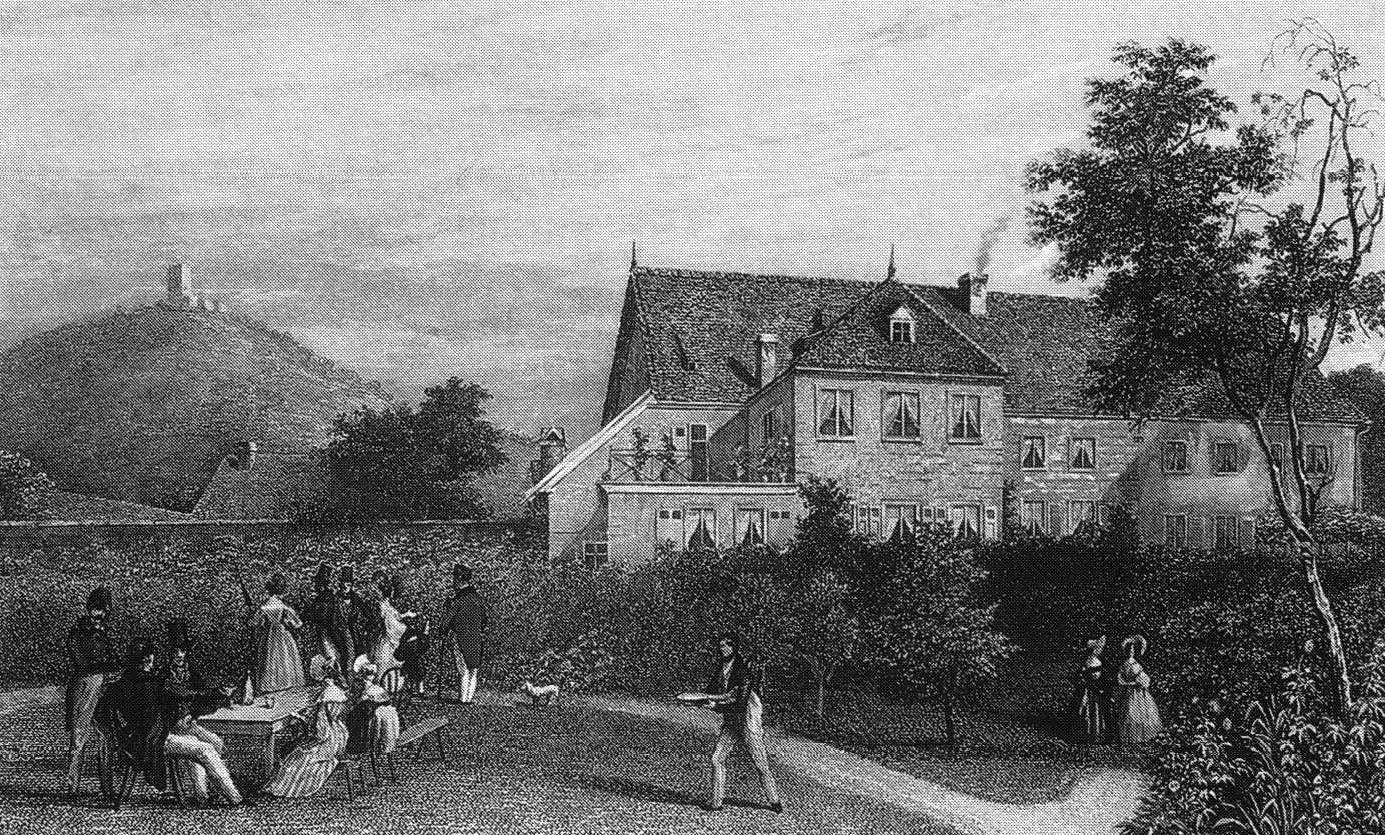
Der Tagungsort der Heppenheimer Tagung (Gasthof Zum halben Monde in einem Stahlstich von 1840).

1843 ermunterte ihn der langjährige Aachener Abgeordnete Johann Peter Joseph Monheim, wiederum als sein Stellvertreter im Provinziallandtag zu kandidieren, was nun auch glückte. Monheim nahm das Mandat aber selbst wahr. Erst 1845, als sich das Wahlergebnis wiederholte, räumte Monheim seinen Platz für Hansemann. Im Parlament fiel Hansemann vor allem durch sein selbstsicheres, mitunter fast belehrendes Auftreten, außerordentlich gute Vorbereitung und seine geschickte Handhabung der Geschäftsordnung auf. Nicht nur mit einer Vielzahl eigener Anträge, sondern auch mit Kompromissvorschlägen und Zusatzanträgen zu denen anderer konnte er die Verhandlungen oft in seinem Sinne beeinflussen. Rudolf Haym beschrieb ihn als flexiblen „praktische[n] Mann“ in Kontrast zum „strengere[n] und edlere[n]“ Auerswald und den „feinere[n] und geistigere[n]“ Camphausen und Beckerath.
Hansemann trat im Landtag für die Gleichberechtigung der jüdischen Minderheit und die Abschaffung der Adelsprivilegien ein. Vor allem aber stellte er den formellen Antrag, eine deutsche Nationalversammlung im Rahmen des Zollvereins zu schaffen. Er empfand die preußische Bürokratie als wirtschaftsfeindlich. Aus diesem Grund ging Hansemann davon aus, die verantwortlichen Beamten seien für eine angemessene Wirtschafts- und Finanzpolitik nicht geeignet, die den gewerblichen Interessen aller 28 Millionen Einwohner gerecht werden müsse. Aus diesem Grund sei in dieser Frage neben dem Beamtenregiment die Beteiligung des Volkes nötig. Allerdings war sein Vorschlag insofern noch maßvoll, als er nicht für eine Wahl der Abgeordneten eintrat, sondern vorschlug, dass die Landtage bzw. Provinziallandtage zum Parlament beim Zollverein Vertreter entsenden sollten.
1847 wurde Hansemann Mitglied des Preußischen Vereinigten Landtages. Diese Versammlung war nach dem Staatsschuldengesetz von 1820 nötig geworden, damit der preußische Staat eine Anleihe für den Bau der Preußischen Ostbahn, einer Eisenbahn von Berlin nach Königsberg, begeben konnte. Obwohl der Vereinigte Landtag von der preußischen Regierung bewusst nur als Ständeversammlung und nicht als frei gewähltes Parlament konzipiert war, wurde das Zusammentreten des Vereinigten Landtags von liberalen Politikern aus ganz Deutschland mit Spannung erwartet. Süddeutsche Liberale wie Adam von Itzstein erwarteten insbesondere von Hansemann, dass die Beschlüsse des Vereinigten Landtags die politische Situation in Deutschland verändern würden.
Im Vereinigten Landtag wurden dann auch die rheinischen Liberalen um Hansemann und Mevissen zu den Wortführern, die persönliche Freiheitsrechte, Pressefreiheit und Unabhängigkeit der Richter einforderten. Ebenso wiesen die Liberalen die Kompetenz des Vereinigten Landtages für Finanzfragen des preußischen Staates zurück, da dafür eine wirkliche Nationalrepräsentation nötig sei. Damit lag die Verfassungsfrage auf gesamtstaatlicher Ebene auf dem Tisch. Mit Blick auf den ursprünglichen Grund der Einberufung äußerte Hansemann im Landtag: „Bei Geldfragen hört die Gemütlichkeit auf“ – der Ausspruch wurde schnell ein geflügeltes Wort. Hansemann griff Finanzminister Franz von Duesberg scharf an, weil dieser bereits in den Jahren zuvor ohne die nötige Zustimmung der Stände Schulden aufgenommen hatte. Der Minister konnte die Kritik nicht ausreichend entkräften. Die Bloßstellung der Regierung führte dazu, dass in der politisch interessierten Öffentlichkeit die Forderung starken Zulauf erhielt, die staatliche Finanzpolitik durch eine parlamentarische Körperschaft zu kontrollieren.
Ebenfalls 1847 war Hansemann wesentlich an der Vernetzung liberaler Politiker im Deutschen Bund beteiligt. Er unterstützte das Projekt der deutschlandweit erscheinenden liberalen Deutschen Zeitung nicht nur finanziell und durch die Übernahme eines Aufsichtsratsmandats, sondern insbesondere durch seine Kontakte zu anderen rheinischen Politikern wie Hermann von Beckerath und Gustav Mevissen.
Im Rahmen einer Reise nach Baden, wo er sich mit den südwestdeutschen Liberalen um Gervinus traf, lancierte er die Idee, dass sich die liberalen Kammerabgeordneten in den deutschen Ländern untereinander abstimmen sollten, um mit gleichgerichteten Anträgen für Bürgerrechte und nationale Einheit den Druck auf die konservativen Regierungen des Deutschen Bundes zu erhöhen. Zusammen mit Friedrich Daniel Bassermann und Karl Mathy war Hansemann anschließend Organisator der Heppenheimer Tagung vom 10. Oktober 1847, die diese Ziele umsetzen sollte. Das dort beschlossene politische Programm, das die Einigung Deutschlands durch den Ausbau des Deutschen Zollvereins zu einer politischen Institution mit Exekutive und Zollparlament vorsah, wurde maßgeblich von Hansemann formuliert.
Dies bedeutete eine gewisse Änderung des liberalen Forderungskatalogs, da die vorherrschende liberale Vorstellung zu diesem Zeitpunkt eine parlamentarische Vertretung beim Deutschen Bund war. Hansemanns Argumentation zur Förderung des Zollvereins basierte dabei zum einen auf der Harmonisierung der Gesetze innerhalb des Zollvereins, die ein zentrales Gesetzgebungsorgan nach sich ziehen müsse, zum anderen auf der außenpolitischen Sogwirkung, die der Zollverein als gesamtdeutsche Vertragspartei der Handelspolitik bilde. Darüber hinaus erwartete er von einem Bedeutungszuwachs des Zollvereins eine Stärkung der politischen Position der Gewerbetreibenden. Der preußische König Friedrich Wilhelm IV. schmähte Hansemann daraufhin in einem Brief an seinen Londoner Gesandten Bunsen als Teil einer „Sekte, welche durch Robespierres en herbes, wie Hecker, Bassermann, Gagern, die Heppenheimer und Mannheimer Demagogen, wie unser Reichenbach, Schlöffel, Hansemann u. die 13 Juden aus Königsberg ein Netz bildet, das mit fast telegraphischer Geschwindigkeit nach den empfangenen mots d’ordre operiert.“

### Politik während der Revolution von 1848
Wie viele liberale Politiker des Vormärz sah Hansemann den Ausbruch der Revolution von 1848 mit gemischten Gefühlen. Dabei spielte die Furcht vor sozialen Unruhen eine wichtige Rolle. Diese könnten sich auch langfristig negativ für eine Reform im liberalen Sinn auswirken. Am 27. Februar meinte er mit Blick auf die Februarrevolution in Paris, „dass ein grosser Teil der Besitzenden aus den Pariser Ereignissen nicht die Lehre ziehen werde, dass man zeitig nachgeben müsse, sondern sich vielmehr dem Absolutismus überantworte.“
Unmittelbar nach dem Beginn der Revolution nahm Hansemann am 5. März 1848 an der Heidelberger Versammlung der 51, einem Treffen von meist süd- und westdeutschen Liberalen und Demokraten, teil. Von Bedeutung war dieses Treffen, weil es mit der Einsetzung eines Siebenerausschusses die Einberufung des Vorparlaments und letztlich der Frankfurter Nationalversammlung einleitete. Allerdings waren in vielen Ländern wichtige Entscheidungen bereits gefallen. So hatten die Regierungen die Märzforderungen bereits akzeptiert und die Monarchen begannen in der folgenden Zeit die alten konservativen Regierungen durch sogenannte Märzministerien, die meist von gemäßigten Liberalen geführt wurden, zu ersetzen.
In Preußen wurde am 29. März 1848 der Kölner Privatbankier Ludolf Camphausen zum Ministerpräsidenten ernannt. Hansemann wurde in diesem Kabinett Finanzminister. Die verbreitete Bezeichnung Kabinett Camphausen-Hansemann macht deutlich, dass Hansemann in der Regierung eine einflussreiche Stellung einnahm. Diese ging dabei weit über seinen Kompetenzbereich hinaus. So waren von ihm wesentliche Impulse für den von der Regierung vorgelegten Verfassungsentwurf ausgegangen. Ein zentrales Anliegen war ihm die Reform des Verwaltungsapparats. Bereits im Vormärz hatte er sich über „das Einmischen der Staatsverwaltung in zu viele Gegenstände“ beschwert.
Daher war Hansemann die eigentliche treibende Reformkraft im Kabinett Camphausen, die auf einen großangelegten Austausch von Spitzenbeamten drängte. Außerdem machte er relativ weitgehende Vorschläge zu einer Heeresreform. Hansemann musste dabei nicht nur mit dem hinhaltenden Widerstand des Königs und der Beamten rechnen, sondern auch Camphausen stand diesen Vorhaben weitgehend ablehnend gegenüber. Nur in seinem eigenen Zuständigkeitsbereich konnte Hansemann Veränderungen durchsetzen. Dazu gehörte eine Reorganisation des Bankwesens und die Zulassung von Darlehenskassen.

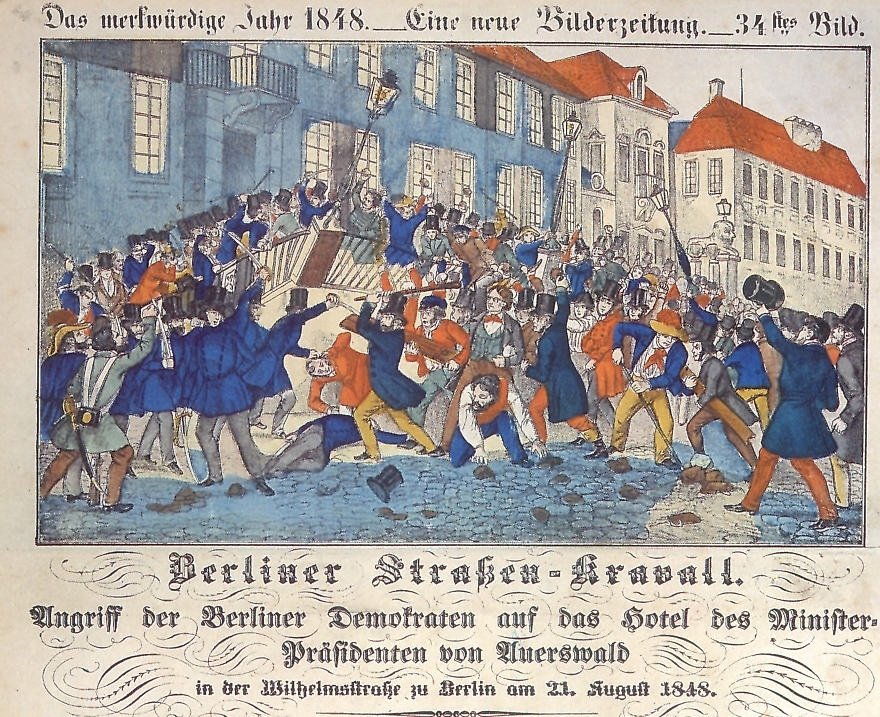
Krawall vor dem Sitz der Regierung Auerswald-Hansemann. Darstellung aus dem Neuruppiner Bilderbogen, 1848.

Kurz nach seiner Berufung setzte Hansemann mittels einer Rücktrittsdrohung ein anleihefinanziertes Sofortprogramm in Höhe von 25 Mio. Talern durch, um den Kollaps der durch die Revolution zum Stillstand gekommenen Wirtschaft zu verhindern. Dieses Geld wurde insbesondere zur Verbesserung der Infrastruktur, vor allem zum Ausbau weiterer Eisenbahnlinien eingesetzt. Darüber hinaus liberalisierte Hansemann die gesetzlichen Bestimmungen für den Bergbau. Mit weiteren Mitteln aus dem Staatshaushalt gründete Hansemann Darlehenskassen und unterstützte mit Bürgschaften direkt vom Zusammenbruch bedrohte Unternehmen. Hierunter fiel auch die Rettung der von der Zahlungsunfähigkeit bedrohten Privatbank von Abraham Schaaffhausen in Köln. Sie wurde von Hansemann durch Gewährung von Staatsgarantien unterstützt sowie durch die Erlaubnis, die Bank zukünftig als Aktiengesellschaft zu organisieren. Damit war das Kreditinstitut die erste private Bank in dieser Rechtsform und stellte so einen wichtigen Präzedenzfall im deutschen Bankwesen dar. Aus der vormaligen Privatbank entstand der Schaaffhausen’sche Bankverein unter Leitung von Gustav Mevissen als Staatskommissar.
Den Posten als Finanzminister behielt Hansemann auch nach dem Rücktritt von Camphausen am 20. Juni 1848. Hansemann selbst wurde mit der Bildung eines neuen Kabinetts beauftragt und blieb unter dem auf Camphausen folgenden Ministerpräsidenten Rudolf von Auerswald bei seinem Ressort. Auch im Kabinett Auerswald-Hansemann bestimmte Hansemann weitgehend die politische Linie. Das Kabinett legte der preußischen Nationalversammlung nunmehr den Verfassungsentwurf der Regierung vor. Dieser orientierte sich an der belgischen Verfassung von 1831, die von den rheinischen Liberalen bereits seit langem als Vorbild angesehen wurde. Allerdings scheiterte die Verabschiedung am Widerstand der Nationalversammlung. Als Folge berief die Versammlung einen eigenen Verfassungsausschuss, der schließlich die sogenannte Charte Waldeck erarbeitete. Die von Hansemann wesentlich mitgeprägte Verfassungspolitik war somit bereits Mitte Juni 1848 gescheitert.
Als Finanzminister bereitete Hansemann eine allgemeine Einkommensteuer als Ersatz für die Klassensteuer und die Mahl- und Schlachtsteuer vor. Um die angeschlagene Lage der Staatsfinanzen zu verbessern, sah er Steuererhöhungen vor, die sofort auf Widerstand stießen. Mit dem Vorschlag, Grundsteuer-Befreiungen zu streichen, machte er sich die Gutsbesitzer und Landadligen endgültig zu Feinden, zumal das Kabinett in seinen Plänen zur Reform der Agrar- und Gemeindeverfassung auch eine ganze Reihe von feudalen Privilegien abschaffen wollte. Die konservative Hofkamarilla um Leopold von Gerlach und die Kreuzzeitung schossen sich auf Hansemann ein und verbreiteten Gerüchte und Verleumdungen – etwa die, dass er nach seinem geschäftlichen Verlust sein Ministergehalt für ein Jahr im Voraus gefordert hätte. Ein Leitartikel „übersetzte“ das Regierungsprogramm „aus dem Hansemannischen ins Deutsche“: „Wir werden in der Plünderung der Gutsherren fortfahren, um uns und der Revolution, mit der wir identisch sind, die Sympathien der unteren Schichten der Bevölkerung zu erkaufen, damit auch diese sehen, daß die Märzrevolution ein einträgliches Geschäft ist, wenn man sie nur auszubeuten versteht.“
Auf der anderen Seite gingen die Reformpläne Demokraten und Linken lange nicht weit genug. Am 7. September 1848 nahm die Nationalversammlung den Antrag der Linken an, den „Antrag Stein“ vom August umzusetzen. Hansemann hatte vergeblich dagegen gesprochen und sah wie seine Ministerkollegen in der Annahme einen Vertrauensentzug. Am 8. September trat das Kabinett Auerswald zurück. Hansemann schrieb später rückblickend:
Ein Ministerium, das auf der einen Seite der parlamentarischen Stütze entbehrt und auf der anderen als revolutionär angeschwärzt wird, hat nicht die […] erforderliche Autorität.
Anschließend nahm er das ihm vom preußischen König angetragene Amt als Präsident der halbstaatlichen Preußischen Bank an.

### Politisches Wirken nach der Ministerzeit
Auch nach seinem Rücktritt vom Ministeramt blieb Hansemann zunächst politisch engagiert und äußerte sich in mehreren Schriften und in Korrespondenz mit Regierungskreisen besonders zur Verfassungsfrage. Dabei brachten ihm seine Änderungsvorschläge zur Preußischen Verfassung den Ruf ein, inzwischen zu den Konservativen zu gehören. Hanseman selbst betonte aber, seine Forderungen aus dem Vormärz – etwa die konstitutionelle Monarchie und das Zensuswahlrecht – durchaus beibehalten zu haben, wohingegen viele ehemalige Gesinnungsgenossen nach links, also zu den Demokraten gerückt seien. Nur in der Deutschen Frage änderte er seine Meinung: Schon früh sah er die Erfurter Union als gescheitert an und geriet so in Gegensatz zur rechtsliberalen „Gothaer Partei“ und hielt auf absehbare Zeit nur noch eine Großdeutsche Lösung für möglich.
Zu seiner Enttäuschung konnte Hansemann 1849 bei der Wahl zur zweiten Kammer des Preußischen Landtags, dem späteren Abgeordnetenhaus, kein Mandat erringen. Stattdessen wurde er wie auch Camphausen und Auerswald in die erste Kammer, das spätere Herrenhaus gewählt, wo er sich allerdings deplatziert fühlte:
„Ich in der Pairskammer und Graf Arnim-Boitzenburg in der Volkskammer!! Ist das nicht komisch und recht bezeichnend für die Zustände von 1849?“

## Gründer der Disconto-Gesellschaft

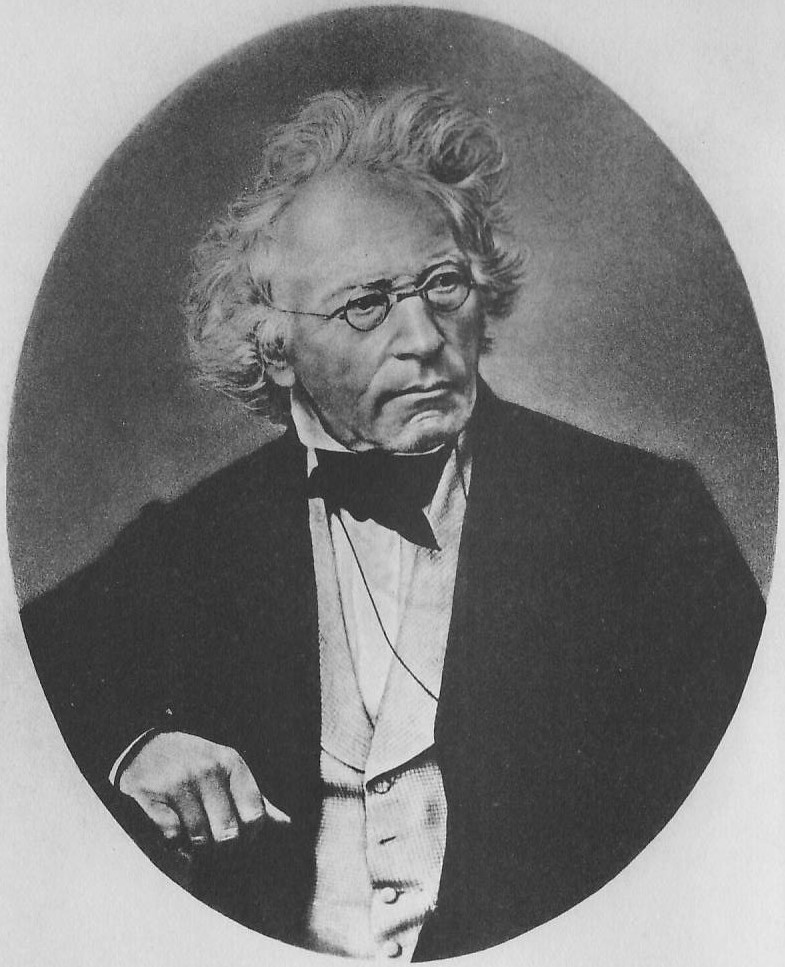
David Hansemann, Fotografie aus dem Jahr 1862 von Hoffotograf Joseph Albert

Hansemann hatte bereits früher eine Reihe von Ideen zur Reform des Banksektors entwickelt, konnte sie aber als Chef der Preußischen Bank in der zunächst noch unsicheren politischen Lage nicht umsetzen. Ab 1850 versuchten dann reaktionäre Kräfte in und außerhalb der Bank, ihn absetzen zu lassen. Schließlich verlor er im April 1851 im Zuge einer umfassenden Säuberung der Beamtenschaft und des öffentlichen Sektors von Liberalen und Demokraten seine Position als Präsident der Preußischen Bank. Im folgenden Jahr wurde er wieder in die erste Kammer des Landtags gewählt, nahm das Mandat aber nicht an und zog sich angesichts der beginnenden Reaktionsära aus der Politik zurück.
Aufgrund seiner Beanspruchung durch politische Tätigkeiten hatten seine Handelsgeschäfte erheblich gelitten, seine Wollhandlung war 1848 gar in Konkurs gegangen. Die eingetretenen Verluste waren für Hansemann allerdings lediglich konsequent: „[M]it der Überzeugung, daß, wenn ich Zeit und geistige Anstrengung ganz den Geschäften widmete, mein Vermögen wahrscheinlich jetzt das doppelte betragen würde, arbeite ich viel in allgemeinen Angelegenheiten. [… Ich] erachte Vermögen nur als Mittel, nicht Zweck, welcher Unabhängigkeit, Beruhigung für die Lebensdauer und die Fähigkeit, den Kindern eine gute Erziehung mitzugeben und außerdem nützliche Ausgaben machen zu können, – für mich ist.“
Trotz seines Alters wandte sich Hansemann nun der Tätigkeit als Bankier zu und schlug dabei einen damals noch neuen Weg ein. Nach seiner Ansicht konnten nur Aktiengesellschaften den wachsenden Kapitalbedarf der Industrie decken. Der A. Schaaffhausen’sche Bankverein, dem er selbst als Finanzminister die Konzession dazu erteilt hatte, war zunächst die einzige private Aktiengesellschaft im Banksektor, erst 1853 und außerhalb Preußens konnte Mevissen mit der Darmstädter Bank für Handel und Industrie die nächste gründen. Hansemann orientierte sich am Vorbild der 1848 in Brüssel gegründeten Union du Crédit und bemühte sich bereits im Mai 1849 um entsprechende Genehmigungen für eine Genossenschaftsbank auf Aktienbasis. Ausdrückliches Ziel sollte es sein, dem mittleren und kleinen Handelsstand und Gewerbetreibenden Investitionskapital zur Verfügung zu stellen. Der Plan scheiterte am Widerstand des preußischen Handelsministers und vormaligen Privatbankiers August von der Heydt sowie der übrigen Berliner Banken und der landadeligen Lobby. Noch im selben Jahr fand Hansemann eine juristische Lücke, die ihm die Gründung der Direction der Disconto-Gesellschaft mit Hauptsitz in Berlin ermöglichte. Ein beantragter Staatskredit wurde verweigert. Anfangs war die Disconto-Gesellschaft noch eine Kreditgenossenschaft mit 1851 236 und 1853 1.583 Mitgliedern. Als solche blieb sie zunächst vom Eisenbahngeschäft und Aktienhandel ausgeschlossen. Unter Hansemanns Leitung erhielt die Gesellschaft 1856 eine neue Rechtsform, der heute die Kommanditgesellschaft auf Aktien entspricht. An der Ausarbeitung des neuen Statuts war neben ihm wesentlich der badische Liberale Karl Mathy beteiligt, der seit 1854 beim Schaafhausen’schen Bankverein tätig war und den Hansemann aus langjähriger politischer Zusammenarbeit kannte. Hansemann hatte schon als Chef der Preußischen Bank eine Anstellung Mathys vorgesehen, diesen Plan aber aufgrund des vorhersehbaren Widerstands der Konservativen fallen lassen. 1857 kam es zu Auseinandersetzungen zwischen den beiden, woraufhin Mathy um Entlassung bat und zur Gothaer Privatbank wechselte.
Die Disconto-Gesellschaft spielte seit ihrer Neuorganisation eine wichtige Rolle bei der Finanzierung der Industrie und des Verkehrswesens während der industriellen Revolution in Deutschland. Sie hatte eine Führungsrolle im so genannten Preußenkonsortium inne, das der Finanzierung der preußischen Mobilmachung diente. In diesem Zusammenhang stieg die Bank 1859 in das Emissionsgeschäft ein. Hinzu kamen das Depositengeschäft, der Bereich des Handels- und Diskontkredit sowie der Effektenhandel. Die Disconto-Gesellschaft war als Universalbank auf Aktienbasis ein gänzlich neuer Banktyp, und das Unternehmen entwickelte sich zu einem der führenden deutschen Kreditinstitute, das auch der internationalen Konkurrenz gewachsen war. Sie wurde zum Vorbild für ähnliche Banken. Hansemann war, seit 1857 zusammen mit seinem Sohn Adolph, bis zu seinem Tod Geschäftsinhaber der Bank.

## Letzte Jahre und Tod
In den Jahren 1861 und 1862 war Hansemann Präsident des Deutschen Handelstages. Diese Lobby-Organisation äußerte sich nicht nur zu wirtschaftlichen, sondern auch zu allgemeinpolitischen Fragen. Hansemann argumentierte in dieser Position im Sinne einer großdeutschen Lösung der deutschen Frage. Damit vertrat er allerdings mittlerweile eine Minderheitenmeinung und musste das Amt an den kleindeutsch orientierten Hermann von Beckerath abgeben. Dieser hatte Hansemann in der turbulenten Tagung im Oktober 1862, die den preußischen Handelsvertrag mit Frankreich zum Thema hatte, am Rednerpult die langjährige Freundschaft aufgekündigt. Nachdem seine Position in der Abstimmung knapp unterlegen war, lehnte Hansemann auch seine Wahl in den Bleibenden Ausschuss ab und verzichtete auf eine weitere Tätigkeit für den Handelstag.
Im hohen Alter ließ sich David Hansemann von Ludwig Knaus porträtieren. Das Porträt schmückte sein schlesisches Gut Dalkau. 1936 gehörte es zu den Ausstellungswerken Große Deutsche in Bildnissen ihrer Zeit im Kronprinzenpalais. Vor 1933 befand sich das Werk in Aachen und wurde von Joseph Mataré, dem Bruder von Ewald Mataré mehrmals kopiert. Das Original galt 1958 als verschollen. Eine Kopie befand sich im Suermondt Museum in Aachen. Auch Josef Kranzhoff erstellte eine Kopie, jedoch nur nach einer Photographie aus dem Bildarchiv Lolo Handke in Bad Berneck.
Hansemann starb am 4. August 1864 bei einem Kuraufenthalt in Schlangenbad im Taunus. Er liegt in der Hansemann-Familiengrabstätte auf dem alten St.-Matthäus-Kirchhof in Berlin-Schöneberg. Die Grabstätte gehört zu den Ehrengräbern des Landes Berlin. Sein Sohn Adolph von Hansemann wurde zu einem der reichsten und wichtigsten Unternehmer des Deutschen Reichs.

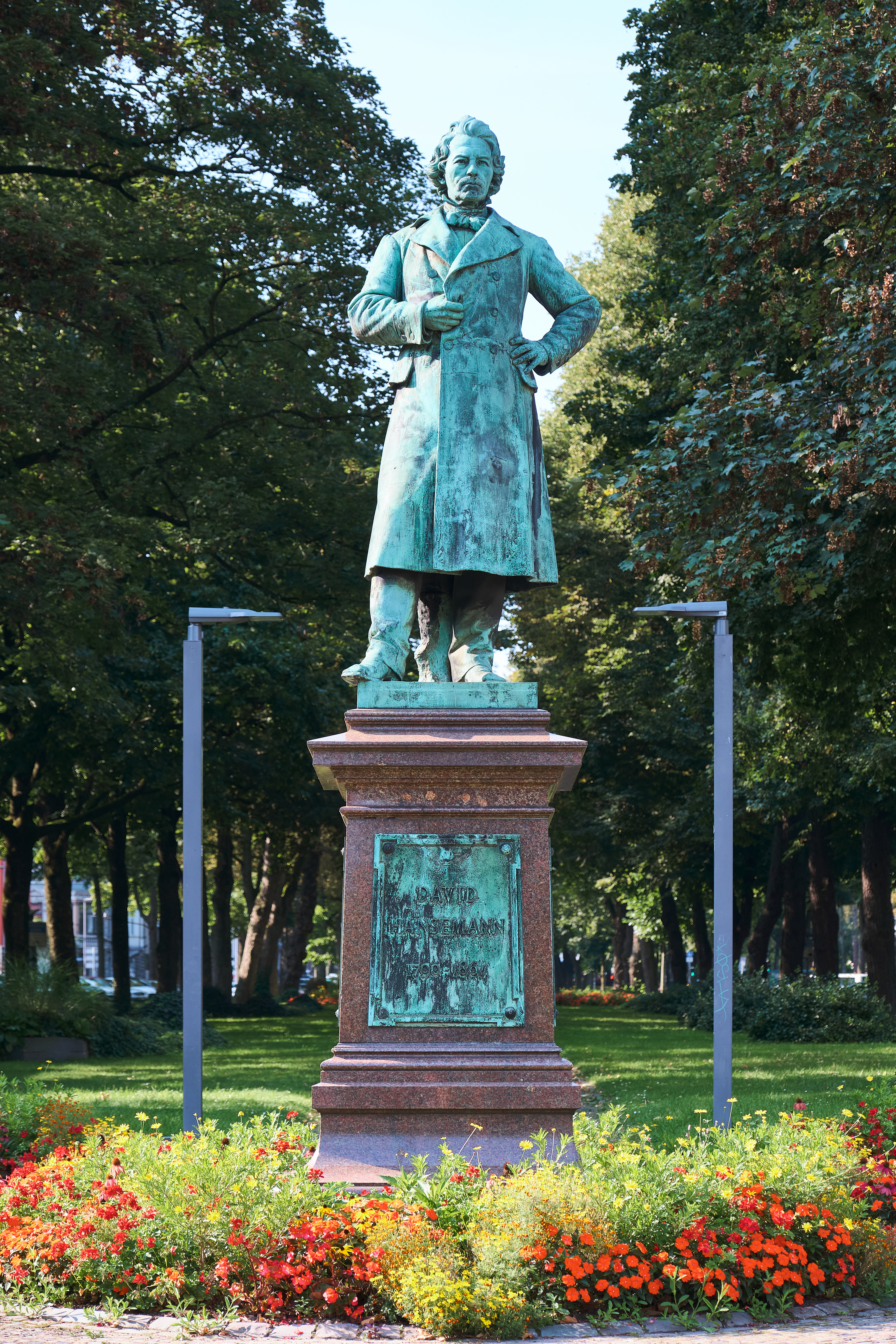
David-Hansemann-Standbild von Heinz Hoffmeister (1888) in Aachen.

## Ehrungen
Nach längeren, konfessionell bedingten Auseinandersetzungen wurde 1884 der Aachener Kölntorplatz in Hansemannplatz umbenannt und dem Arbeitsverein und der Feuerversicherungsgesellschaft zur Gestaltung überlassen. Am 30. September 1888 wurde dort ein vom Bildhauer Heinz Hoffmeister errichtetes David-Hansemann-Denkmal eingeweiht, das bis heute erhalten ist.
1901 wurde in Aachen eine Knabenmittelschule gegründet, die seinen Namen trug. Der Name der 2016 geschlossenen Realschule war David-Hansemann-Schule.
Porträts von Hansemann wurden im 20. Jahrhundert mehrfach für Banknoten verwendet, beispielsweise für Notgeld der Handelskammer Aachen von 1923 oder die 50-Reichsmark-Banknote von 1933.
1954 wurde anlässlich des 90. Todestags Hansemanns in Düsseldorf das David-Hansemann-Haus als Aus- und Fortbildungsstätte für die Rheinisch-Westfälische Bank AG (später Deutsche Bank AG) eingeweiht, das bis in die 1990er-Jahre genutzt wurde.
In Köln-Ehrenfeld ist die Hansemannstraße nach ihm benannt.

## Werke

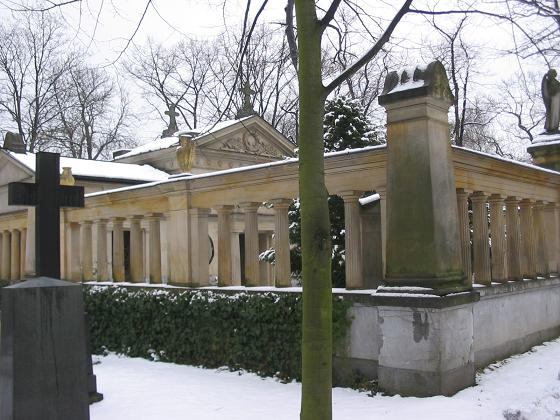
Hansemann-Familiengrabstätte.

- Über Preußens Lage und Politik am Ende des Jahres 1830. 1830, als Manuskript gedruckt, Aachen 1845.
- Preußen und Frankreich. Staatswirthschaftlich und politisch unter besonderer Berücksichtigung der Rheinprovinz.[48] Von einem Rheinpreußen. Brüggemann, Leipzig 1833.[49]
- Abhandlung über die muthmaßliche Frequenz der von Cöln bis zur belgischen Grenze bei Eupen projectirten Eisenbahn bei unmittelbarer Berührung der Städte Aachen und Burtscheid.[50] Beaufort, Aachen 1835.
- Die Eisenbahnen und deren Aktionäre in ihrem Verhältnis zum Staat.[51] Leipzig/Halle 1837. Digitalisat.
- Denkschrift über das Verhältnis des Staats zur Rheinischen Eisenbahn-Gesellschaft.[52] Berlin 1843.
- Über die Ausführung des Preußischen Eisenbahn-Systems.[53] Duncker, Berlin 1843.
- Die politischen Tagesfragen mit Rücksicht auf den Rheinischen Landtag.[54] Aachen/Leipzig 1846.
- Die deutsche Verfassungsfrage. Sauerländer, Frankfurt 1848.
- Das preußische und deutsche Verfassungswerk. Mit Rücksicht auf mein politisches Wirken. Berlin 1850.
- Über die Einführung des deutschen Handelsgesetzbuches. Vortrag gehalten in der Sitzung des Deutschen Handelstages in Heidelberg am 17. Mai 1861.[55] Fr. Schulze, Berlin 1861.